# مقابض السرير والمكانس
مقابض السرير والمكانس (بالإنجليزية: Bedknobs and Broomsticks) هو فيلم موسيقي أمريكي من إنتاج شركة والت ديزني، صدر عام 1971. الفيلم من إخراج روبرت ستيفنسون وبطولة أنجيلا لانسبيري، ديفيد توملينسون، إيان ويغيل، سيندي أوكالاغان وروي سنارت.

## قصة
تخوض ساحرة مبتدئة مغامرة محفوفة بالمخاطر رفقة ثلاثة أطفال وساحر مخادع من أجل البحث عن عنصر مفقود في تعويذة سحرية قديمة من أجل استخدامها لمساعدة بريطانيا أثناء الحرب العالمية الثانية.

## طاقم التمثيل
- أنجيلا لانسبيري بدور الآنسة إيجلانتين برايس
- ديفيد توملينسون بدور السيد إميليوس براون
- رودي ماكدويل بدور السيد روان جيلك
- سام جافى بدور رجل الكتب
- جون إريكسون بدور العقيد هيلر
- بروس فورسيث بدور سوينبورن
- سيندي أوكالاغان بدور كاري رولينز
- روي سنارت بدور بول رولينز
- إيان ويغيل بدور تشارلز "تشارلي" رولينز
- تيسي أوشيا بدور السيدة جيسيكا "جيسي" هوبداي
- آرثر جولد بورتر بدور الكابتن أينسلي جرير

### أصوات
- بوب هولت بدور سمك القد
- ليني واينريب بدور الملك ليونيداس
- دالاس ماكينون بدور دب

## الصدور
تلقى الفيلم نسبة تأييد 67% من المراجعات على موقع الطماطم الفاسدة بنائاً على 36 مراجعة نقدية، مع متوسط تقييم 10/6.1. على ميتاكريتيك حصل الفيلم على متوسط تقييم 100/59 بناءً على 11 مراجعة.